# Communauté de communes du Moyen Verdon
La communauté de communes du Moyen Verdon est une ancienne communauté de communes française, située dans le département des Alpes-de-Haute-Provence en région Provence-Alpes-Côte d'Azur.

## Historique
Le premier projet de schéma départemental de coopération intercommunale des Alpes-de-Haute-Provence, présenté le 21 avril 2011, prévoyait une fusion avec les communautés de communes du Moyen Verdon et du Haut Verdon-Val d'Allos, afin « d'associer un territoire rural très étendu » et faiblement peuplé (à l'exception des communes de Saint-André-les-Alpes et de Castellane). Trois amendements ont été déposés : le périmètre de la communauté de communes du Moyen Verdon s'étend à la commune isolée de la Palud-sur-Verdon ; ce rattachement est effectif le 1er janvier 2013.
La loi no 2015-991 du 7 août 2015 portant nouvelle organisation territoriale de la République, dite « loi NOTRe », impose aux établissements publics de coopération intercommunale à fiscalité propre une population supérieure à 15 000 habitants, avec des dérogations, sans pour autant descendre en dessous de 5 000 habitants. La communauté de communes du Moyen Verdon comptait 5 276 habitants en 2012 ; elle peut théoriquement se maintenir. Le SDCI, présenté le 12 octobre 2015, proposait la fusion avec quatre autres communautés de communes constituant le pôle du Verdon : Haut-Verdon Val d'Allos, Pays d'Entrevaux, Teillon et Terres de Lumière. Un amendement a été porté sur ce pôle à la suite de la réunion de la commission départementale de coopération intercommunale du 21 mars 2016 : le maintien de la CC du Moyen Verdon a été rejeté.
La communauté de communes du Moyen Verdon est dissoute au 31 décembre 2016. Elle fusionne avec quatre autres établissements publics de coopération intercommunale pour former la communauté de communes Alpes Provence Verdon - Sources de Lumière.

## Territoire communautaire

### Géographie
La communauté de communes est située au sud-est du département des Alpes-de-Haute-Provence, dans l'arrondissement de Castellane.
Le territoire communautaire est desservi par la route nationale 202 (portion de la liaison de Digne-les-Bains à Nice), ainsi que par la route nationale 85 (liaison de Digne à Grasse et Cannes, déclassée en route départementale 4085 à partir de Barrême, et traversant Castellane), ainsi que par le train des Pignes (liaison ferroviaire à voie métrique de Digne à Nice).

### Composition
La communauté de communes contenait les communes d'Allons, Angles, Barrême, Blieux, Castellane, Chaudon-Norante, Clumanc, La Garde, Lambruisse, Moriez, La Mure-Argens, La Palud-sur-Verdon, Rougon, Saint-André-les-Alpes, Saint-Jacques, Saint-Julien-du-Verdon, Saint-Lions, Senez et Tartonne.
Quatorze de ces dix-neuf communes sont situées sur le territoire de la réserve géologique de Haute-Provence ; huit d'entre elles font partie du parc naturel régional du Verdon.
Castellane étant une sous-préfecture, le siège de la communauté de communes est partagé entre cette commune et Saint-André-les-Alpes.

### Démographie
| 1968  | 1975  | 1982  | 1990  | 1999  | 2008  | 2013  |
| ----- | ----- | ----- | ----- | ----- | ----- | ----- |
| 4 196 | 3 970 | 4 156 | 4 332 | 4 636 | 5 235 | 5 304 |

## Administration

### Siège
Le siège de la communauté de communes est situé à Castellane.

### Les élus
La communauté de communes est gérée par un conseil communautaire composé de 36 membres représentant chacune des communes membres.
Ils sont répartis comme suit :
| Nombre de délégués | Communes                            |
| ------------------ | ----------------------------------- |
| 9                  | Castellane                          |
| 6                  | Saint-André-les-Alpes               |
| 3                  | Barrême                             |
| 2                  | La Mure-Argens, La Palud-sur-Verdon |
| 1                  | Autres communes                     |

### Présidence
En 2014, le conseil communautaire a réélu son président, Serge Prato (maire de Saint-André-les-Alpes), et désigné huit vice-présidents :
1. Jean-Pierre Terrien (maire de Castellane) ;
2. Jean-Louis Chabaud (maire de Barrême) ;
3. Alain Delsaux (maire de La Mure-Argens)) ;
4. Michèle Bizot-Gastaldi (maire de La Palud-sur-Verdon) ;
5. Armand Belisaire (maire de Blieux) ;
6. Christophe Iacobbi (maire d'Allons) ;
7. Thierry Collomp (maire de Saint-Julien-du-Verdon) ;
8. Madeleine Isnard (maire de Saint-Lions).

### Compétences
L'intercommunalité exerce des compétences qui lui sont déléguées par les communes membres.
Ces compétences sont les suivantes :
- développement économique ;
- aménagement de l'espace ;
- politique du logement et du cadre de vie ;
- protection et mise en valeur de l'environnement ;
- sport et culture ;
- accueil de la petite enfance.

### Régime fiscal et budget
La communauté de communes applique la fiscalité additionnelle, sans fiscalité professionnelle de zone, ni fiscalité professionnelle sur les éoliennes, ainsi que la redevance d'enlèvement des ordures ménagères.
- Total des produits de fonctionnement : 1 917 000 €uros, soit 382 €uros par habitant
- Total des ressources d’investissement : 407 000 €uros, soit 81 €uros par habitant
- Endettement : 569 000 €uros, soit 113 €uros par habitant[6].

### Sources
- SPLAF (Site sur la Population et les Limites Administratives de la France)
- Base nationale sur l'intercommunalité